# Liste der Bodendenkmäler in Grafengehaig
Auf dieser Seite sind die Bodendenkmäler in dem oberfränkischen Markt Grafengehaig zusammengestellt. Diese Tabelle ist eine Teilliste der Liste der Bodendenkmäler in Bayern. Grundlage ist die Bayerische Denkmalliste, die auf Basis des Bayerischen Denkmalschutzgesetzes vom 1. Oktober 1973 erstmals erstellt wurde und seither durch das Bayerische Landesamt für Denkmalpflege geführt wird. Die folgenden Angaben ersetzen nicht die rechtsverbindliche Auskunft der Denkmalschutzbehörde.

## Bodendenkmäler in Grafengehaig
| Lage                       | Objekt | Akten-Nr.     | Bild           |
| -------------------------- | --- | ------------- | -------------- |
| An der Kirche 4 (Standort) | Untertägige Teile der spätmittelalterlichen Pfarrkirche Heilig Geist und der Kirchhofbefestigung, Fundamente mittelalterlicher Vorgängerbauten sowie Körpergräber des Mittelalters und der Neuzeit. | D-4-5735-0017 | weitere Bilder |
| (Standort)                 | Vermutlich Befestigung vor- und frühgeschichtlicher Zeitstellung. | D-4-5835-0050 |                |